# Elena Lengwiler
Elena Lengwiler, geb. Bosshard (* 1. Juni 1996 in Wald ZH), ist eine Schweizer Kitesurferin und ehemalige Eishockeyspielerin. Sie trat für die Schweiz bei den Olympischen Sommerspielen 2024 in der Formula Kite an.

## Leben
Elena Lengwiler begann im Segelclub Steckborn mit dem Segelsport und arbeitete später mehrere Jahre als Betreuerin als Mitglied des Vereins Sailability in Arbon. Nach den Anfängen auf dem Wasser wechselte sie zum Eishockey und spielte für die Schweizer U18-Eishockeynationalmannschaft der Frauen, mit der sie 2014 den Aufstieg aus der Division I in die Top-Division der U18-Weltmeisterschaft schaffte. Sie war zwischen 2010 und 2023 Stürmerin bei den GCK Lions sowie ZSC Lions Frauen und war eine Teamkollegin von Alina Müller. Mit den GCK Lions Frauen gewann sie 2017 die Meisterschaft der zweiten Spielklasse, der Swiss Women’s Hockey League B. 2018 startete sie während eines Auslandaufenthalts in Vietnam das Kitesurfen, und seit 2021 begeistert sie das Foil-Surfing. Als sie hörte, dass Formula Kite 2024 zur olympischen Disziplin wird, wurde sie hellhörig. Anfänglich trainierte sie Kitesurfen auf dem Walensee parallel zum Eishockeytraining und wagte dann den endgültigen Umstieg.

## Karriere
Im März 2024 verpasste sie bei den Formula-Kite-Europameisterschaften in der Lagune von Mar Menor in Spanien nur knapp eine Medaille, als sie Vierte wurde. Sie wurde als Athletin mit der grössten Verbesserung und als Anwärterin auf eine olympische Medaille beschrieben.  Die drei Erstplatzierten Lauriane Nolot, Jessie Kampman und Poema Newland waren allesamt französische Fahrerinnen, die intensiv konkurrierten. Es wurde festgestellt, dass Lengwiler ihre einzige ebenbürtige Konkurrentin war, da sie sich von einer Mitläuferin zu einer ernstzunehmenden Anwärterin entwickelt hatte.
Bei der olympischen Last-Chance-Regatta Ende April 2024 vor Hyères in Frankreich belegte sie den ersten Platz. Sie qualifizierte die Schweiz für die Teilnahme an den Olympischen Sommerspielen 2024 in Paris. Fünfzehn der zwanzig Plätze waren bereits an fünfzehn verschiedene Länder und deren ausgewählte Fahrerinnen vergeben. Die letzten fünf Plätze wurden bei der Last-Chance-Regatta an die österreichische Surferin Alina Kornelli, Julia Damasiewicz aus Polen, die Türkin Derin Atakan, Mafalda Pires de Lima aus Portugal und Lengwiler vergeben. Lengwiler wurde ausgewählt, um die Schweiz zusammen mit Elia Colombo, Sébastien Schneiter und Arno de Planta, Maud Jayet, Yves Mermod und Maja Siegenthaler an den olympischen Segelwettbewerben in Marseille zu vertreten. Lengwiler erreichte in dem Wettbewerb ein Olympisches Diplom und belegte den sechsten Rang.

## Persönliches
Elena Lengwiler schloss 2023 ein Sportmanagement-Studium an der Fachhochschule Graubünden ab. Sie lebt mit ihrem Ehemann Jonas Lengwiler am Walensee und ist Mitglied des Gstaad Sailing Clubs.